# 俄罗斯空军
俄罗斯空军（羅馬化：Voyenno-vozdushnye sily Rossii，羅馬化：VVS），是俄罗斯空天军之分支軍種。

## 历史
1991年11月，随着苏联解体，15个独立联邦瓜分了前苏联的战机与机组人员。1991年8月24日，前苏联空军总司令彼得·杰伊涅金上将成为首任俄罗斯空军总司令。俄罗斯继承了大多数的现代战机和65%的人员。一些在哈萨克斯坦、白俄罗斯和乌克兰境内的飞机（如 Tu-160海盗旗战略轰炸机），在日后被俄罗斯通过债务抵偿的方式换回，少部分被拆解。
20世纪90年代，俄罗斯经济衰退也影响到了空军。飞行员和其他人员有时可能数月拿不到工资，而不得不采取非常手段：1996年，4架米格-31战斗机飞行员在远东的叶利佐沃绝食抗议，要求发放拖欠数月的工资，当局挪用其他单位的款项解决了问题。削减军费导致军事基础设施老化，1998年40%的军用机场需要维修。直到普京上台才加大了军费预算。
苏联防空军的俄罗斯部分在苏联解体之后仍然保持着独立军种地位，1998年7月16日，鲍里斯·叶利钦总统下令将防空军并入空军，1998年期间，共有580个单位被解散，134个单位被重组，以及超过600个单位被赋予新的司法管辖权。重组的VVS影响到了95%的飞机，98%的直升机，93%的防空导弹系统。转移了60万吨的物资，3600架飞机换了机场，军用运输机转移安置了4万军人家庭。
空军的服役人员从先前的318,000人削减到185,000人。取消了123,500个职位，其中包括1000名上校职位。2015年8月1日，俄罗斯空军和俄罗斯空天防卫军合并为俄罗斯空天军。

## 编成
编为7个战役司令部，构成“战役司令部-空军基地（旅）-大队（团）”三级指挥结构。第1空防司令部归西部军区指挥，第2空防司令部归中央军区指挥，第3空防司令部归东部军区指挥，第4空防司令部归南部军区指挥。

### 第1空防司令部（驻沃罗涅日）
- 第6961空军基地（装备苏-27歼击机，驻贝索韦茨）；
- 第6964空军基地（装备苏-24M和苏-24MR前线轰炸机，驻蒙切戈尔斯克）；
- 第6965空军基地（装备米-8TM、米-24V和米-28N直升机，驻维亚泽马）；
- 第7000空军基地（装备苏-24M、苏-24MR和苏-34前线轰炸机，驻沃罗涅日）。

### 第2空防司令部（驻叶卡捷琳堡）
- 第6977空军基地（装备米格-31歼击机，驻彼尔姆）；
- 第6979空军基地（装备米格-31BM歼击机，驻堪斯克）；
- 第6980空军基地（装备苏-24M前线轰炸机，驻车里雅宾斯克）；
- 第6982空军基地（装备米格-29和苏-30SM歼击机，驻多姆纳）。

### 第3空防司令部（驻哈巴罗夫斯克）
- 第6983空军基地（装备苏-25SM强击机、米-8TM和米-24P直升机，驻沃兹德维任卡）；
- 第6987空军基地（装备苏-27SM、苏-30M2和苏-35S歼击机，驻泽姆基）；
- 第6988空军基地（装备苏-24M、苏-24M2和苏-24MR前线轰炸机，驻呼尔巴）；
- 第6989空军基地（装备苏-27SM和苏-35S歼击机，驻中乌戈洛瓦亚）；
- 第265运输航空基地（驻哈巴罗夫斯克）。

### 第4空防司令部（驻顿河畔罗斯托夫）
- 第6970空军基地（装备苏-24M和苏-34前线轰炸机，驻摩罗佐夫斯克）；
- 第6971空军基地（装备苏-25SM强击机、米-8AMTSh、米-24V和米-28N直升机，驻布琼诺夫斯克）；
- 第6972空军基地（装备苏-27歼击机、米-8、米-24P和米-28N直升机，驻克里木斯克）；
- 第6974空军基地（装备米-8MTV-5、米-24V、米-28N和米-35M直升机，驻科列诺夫斯克）；
- 第999空军基地（装备苏-25强击机、苏-27歼击机和米-8T直升机，驻坎特）；
- 第229运输航空基地（驻顿河畔罗斯托夫）。

### 空天防御战役战略司令部（驻莫斯科）
- 第6963空军基地（装备米格-29SMT歼击机，驻库尔斯克）；
- 第6968歼击机空军基地（装备苏-27和米格-31歼击机，驻霍季洛沃）。

### 军事运输航空兵司令部（驻莫斯科）
- 第6955空军基地（装备伊尔-76运输机，驻特维尔）；
- 第6956空军基地（装备伊尔-76运输机，驻奥伦堡）；
- 第6958空军基地（装备伊尔-76运输机，驻塔甘罗格）；
- 第6985空军基地（装备伊尔-76运输机，驻普斯科夫）。

### 远程航空兵司令部（驻聖彼得堡）
- 第6950空军基地（装备图-22M3远程轰炸机、图-95MS和图-160战略轰炸机，驻恩格斯）；
- 第6952空军基地（装备图-95MS战略轰炸机，驻乌克拉因卡）；
- 第6953空军基地（装备图-22M3远程轰炸机，驻斯列德尼）。